# Vaksdal
Vaksdal är en tätort i Vaksdals kommun i Vestland fylke i västra Norge. Bergensbanan och Europaväg 16 passerar orten som har växt fram runt Møllerens fabrik på platsen. 